# Iabluneț
Iabluneț (în ucraineană Яблунець) este o așezare de tip urban din raionul Iemilcîne, regiunea Jîtomîr, Ucraina. În afara localității principale, nu cuprinde și alte sate.

## Demografie
Componența lingvistică a așezării de tip urban Iabluneț
     Ucraineană (98,6%)
     Rusă (1,32%)
Conform recensământului din 2001, majoritatea populației așezării de tip urban Iabluneț era vorbitoare de ucraineană (98,6%), existând în minoritate și vorbitori de rusă (1,32%).